# Monte Cassino

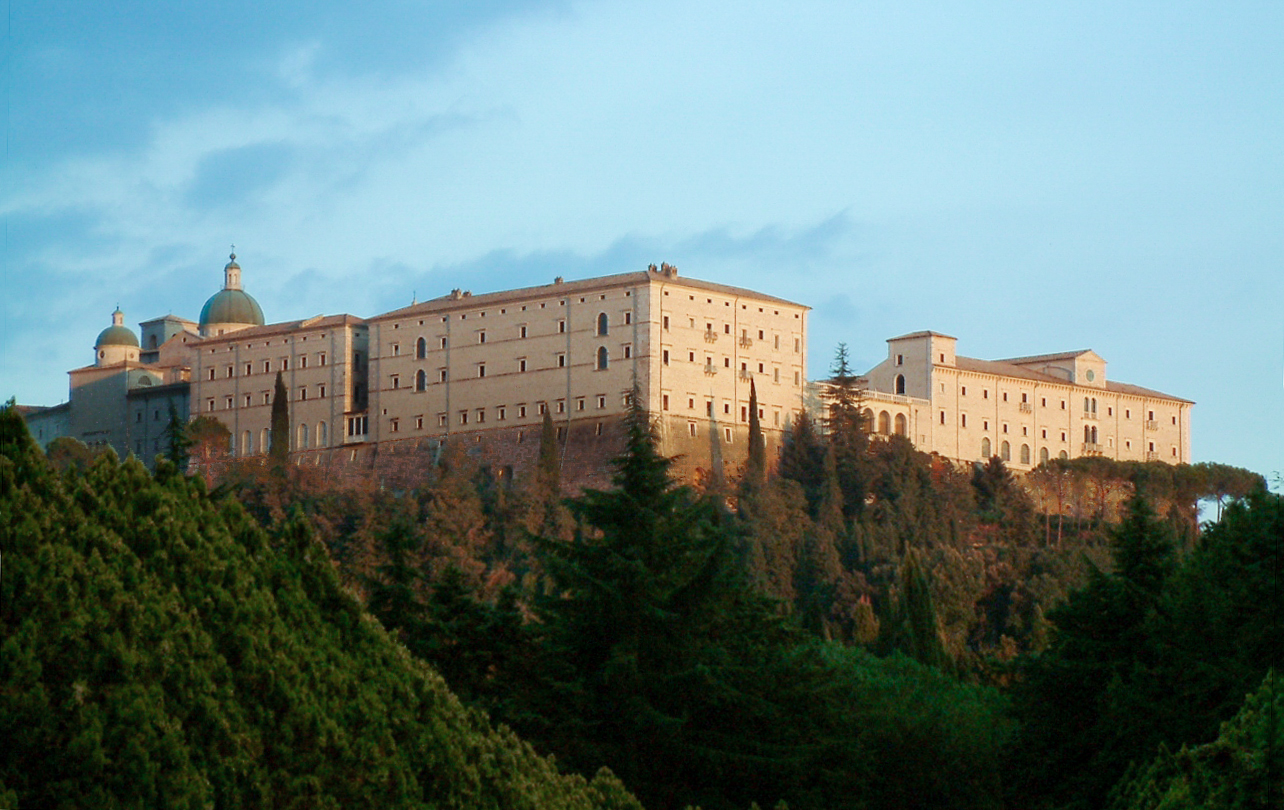
A abadia beneditina no alto do Monte Cassino

Monte Cassino (hoje geralmente escrito como Montecassino) é uma colina rochosa a cerca de 130 km a sudeste de Roma, no Vale Latino, Itália, 2 km a oeste da cidade de Cassino e 520 m de altitude. Sítio da cidade romana de Casino, é mais conhecido por sua abadia, a primeira casa da Ordem Beneditina, tendo sido fundada pelo próprio Bento de Núrsia por volta de 529. Era para a comunidade de Monte Cassino que a Regra de São Bento foi composta.
O primeiro mosteiro no Monte Cassino foi saqueado pelos invasores lombardos por volta de 570 e abandonado. Do primeiro mosteiro quase nada se sabe. O segundo mosteiro foi estabelecido por Petronax de Brescia por volta de 718, por sugestão do Papa Gregório II e com o apoio do duque lombardo Romualdo II de Benevento. Estava diretamente sujeito ao papa e muitos mosteiros na Itália estavam sob sua autoridade. Em 883, o mosteiro foi saqueado pelos sarracenos e novamente abandonado. A comunidade de monges residiu primeiro em Teano e depois a partir de 914 em Cápua, antes que o mosteiro fosse reconstruído em 949. Durante o período de exílio, as Reformas Cluníacas foram introduzidos na comunidade.
Os séculos XI e XII foram a época de ouro da abadia. Adquiriu um grande território secular em torno de Monte Cassino, a chamada Terra Sancti Benedicti ("Terra de São Benedito"), que fortificou fortemente com castelos. Manteve boas relações com a Igreja Oriental, recebendo até patrocínio de imperadores bizantinos. Incentivou a arte e o artesanato ao empregar artesãos bizantinos e até sarracenos. Em 1057, o Papa Vitor II reconheceu o abade de Monte Cassino como tendo precedência sobre todos os outros abades. Muitos monges se tornaram bispos e cardeais, e três papas foram retirados da abadia: Estêvão IX (1057–1058), Vitor III (1086–87) e Gelásio II (1118–19). Durante este período, a crónica do mosteiro foi escrita por dois deles, o cardeal Leão de Óstia e o diácono Pedro (que também compilou o cartulário).
Por volta do século XIII, o declínio do mosteiro havia começado. Em 1239, o imperador Frederico II guarneceu tropas durante sua guerra com o papado. Em 1322, o Papa João XXII elevou a abadia a um bispado, mas este foi suprimido em 1367. Os edifícios foram destruídos por um terramoto em 1349, e em 1369 o Papa Urbano V exigiu uma contribuição de todos os mosteiros beneditinos para financiar a reconstrução. Em 1454, a abadia foi colocada em commendam e em 1504 foi submetida à Abadia de Santa Giustina em Pádua.
Em 1799, Monte Cassino foi saqueado novamente pelas tropas francesas durante as guerras revolucionárias francesas. A abadia foi dissolvida pelo governo italiano em 1866. O edifício tornou-se um monumento nacional com os monges como guardiães de seus tesouros. Em 1944, durante a Segunda Guerra Mundial, foi o local da Batalha de Monte Cassino e o edifício foi destruído pelo bombardeio dos Aliados. Foi reconstruído após a guerra.
Após as reformas do Concílio Vaticano II, o mosteiro foi uma das poucas abadias territoriais remanescentes dentro da Igreja Católica. Em 23 de outubro de 2014, o Papa Francisco aplicou as normas do motu proprio Ecclesia Catholica de Paulo VI (1976) à abadia, retirando da sua jurisdição todas as 53 paróquias e reduzindo sua jurisdição espiritual à própria abadia - mantendo o seu status como uma abadia territorial. O antigo território da abadia, exceto o terreno onde se situam a igreja da abadia e o mosteiro, foi transferido para a diocese de Sora-Cassino-Aquino-Pontecorvo. O Papa Francisco, ao mesmo tempo, nomeou o Padre Donato Ogliari como o novo Abade que servirá como o 192º sucessor de São Bento. Em 2015, a comunidade monástica era composta por treze monges.

## História

### História antiga

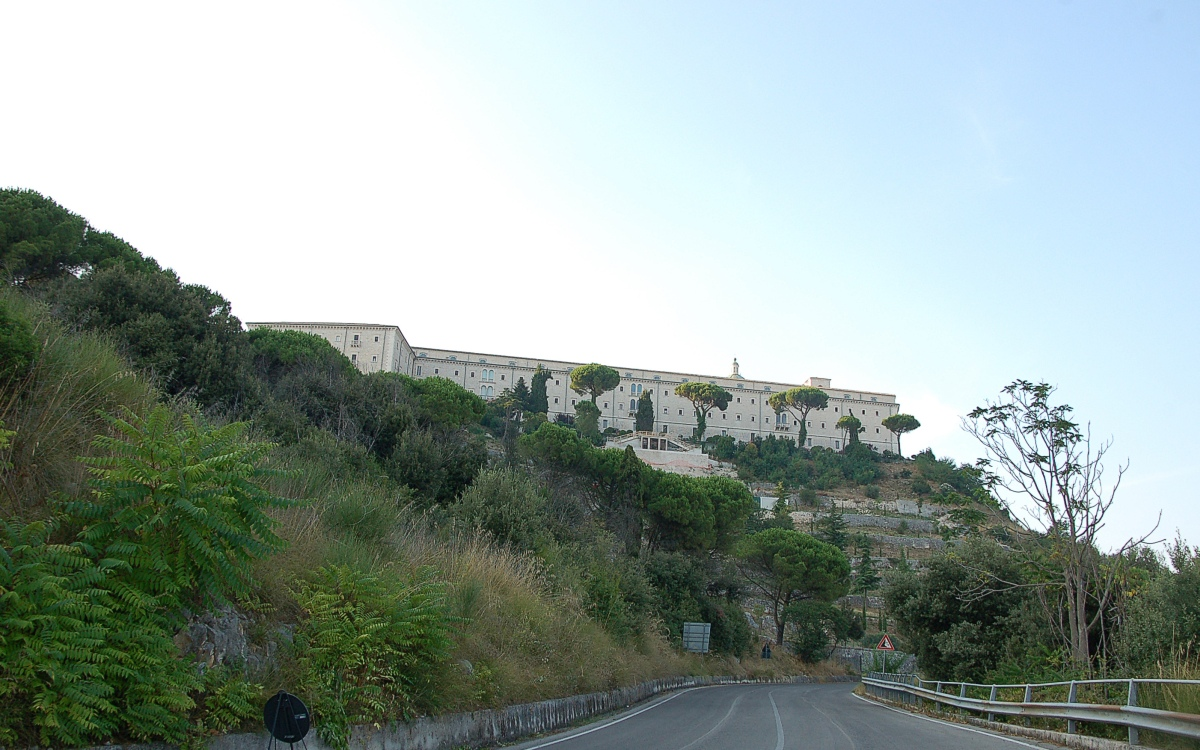
Penhasco na "alta montanha"

A história de Monte Cassino está ligada à cidade vizinha de Cassino, que foi colonizada pela primeira vez no século V a.C. pelos volscos que detinham grande parte da Itália central. Foram eles que primeiro construíram uma cidadela no cume de Monte Cassino. Os volscos da região foram derrotados pelos romanos em 312 a.C. Os romanos batizaram o assentamento de Casino e construíram um templo para Apolo na cidadela. Escavações modernas não encontraram restos do templo, mas restos monumentais de um anfiteatro, um teatro e um mausoléu mostram a riqueza da cidade romana.
Gerações depois que o Império Romano adotou o cristianismo, a cidade tornou-se a sede de um bispado no século V. Sem defesas fortes, a área foi sujeita a ataques bárbaros e tornou-se abandonada e negligenciada com apenas alguns habitantes em dificuldades resistindo.

### Era de Bento (530-547)
De acordo com a hagiografia de Gregório Magno, Vida de São Bento de Núrsia, o mosteiro foi construído em um antigo local pagão, um templo de Apolo que coroava a colina. A biografia registra que a área ainda era em grande parte pagã na época; O primeiro ato de Bento de Núrsia foi quebrar a escultura de Apolo e destruir o altar. Ele então reutilizou o templo, dedicando-o a São Martinho, e construiu outra capela no local do altar dedicado a São João Batista.

Relato do Papa Gregório I sobre a tomada de Monte Cassino por Bento de Núrsia:
Agora a cidadela chamada Casino está localizada no lado de uma alta montanha. A montanha abriga esta cidadela num amplo banco. Em seguida, eleva-se três milhas acima dele como se o seu pico tendesse para o céu. Havia um antigo templo no qual Apolo costumava ser adorado de acordo com o antigo rito pagão pelos tolos fazendeiros locais. Ao seu redor havia crescido um bosque dedicado à adoração de demónios, onde mesmo naquela época uma multidão selvagem ainda se dedicava a sacrifícios profanos. Quando [Bento], o homem de Deus, chegou, quebrou o ídolo, derrubou o altar e cortou o bosque de árvores. Construiu uma capela dedicada a São Martinho no templo de Apolo e outra a São João, onde ficava o altar de Apolo, convocando o povo do distrito à fé com sua pregação incessante. 
A biografia de Bento de Núrsia do Papa Gregório I afirma que Satanás se opôs aos monges que reaproveitaram o local. Numa história, Satanás, invisivelmente senta-se numa rocha, tornando-a pesada demais para ser removida até que Bento o expulse. Em outra história, Satanás provoca Bento e, em seguida, derruba um muro sobre um jovem monge, que é trazido de volta à vida por Bento. O papa Gregório também relata que os monges encontraram um ídolo pagão de bronze ao cavar no local (que quando atirado para a cozinha dava a ilusão de um incêndio até ser dissipado por Bento).
O arqueólogo Neil Christie observa que era comum em tais hagiografias o protagonista encontrar áreas de forte paganismo. O estudioso Bento Terrence Kardong examina por que razão Bento não enfrentou uma oposição mais dura na sua tomada do local dos pagãos locais. Ele contrasta isso com a luta de 25 anos enfrentada por São Martinho de Tours na Gália ocidental por pagãos irritados com os seus ataques a seus santuários: "Na época de Bento, o paganismo estava em uma condição mais fraca na Europa Ocidental do que no tempo de Martinho. E, claro, é preciso lembrar que Martinho, como bispo, era um eclesiástico muito mais proeminente do que Bento. Este foi um episódio isolado e incomum na carreira monástica de Bento. Martinho, no entanto, foi expulso de seu mosteiro para o papel de bispo missionário no século IV.
Estudiosos de Bento de Núrsia (como Adalberto de Vogüé e Terrence Kardong) notam a forte influência da Vida de Martinho de Sulpício Severo na biografia de Bento do Papa Gregório I, incluindo o relato de sua tomada de Monte Cassino. A violência de Bento de Núrsia contra um lugar sagrado pagão lembra tanto o ataque de Martinho contra santuários pagãos gerações antes quanto a história bíblica da conquista de Israel entrando na Terra Santa (ver Êxodo 34:12–14). De Vogue escreve que "esta montanha tinha que ser conquistada de um povo idólatra e purificada de seus horrores diabólicos. E como conquistando Israel, Bento veio justamente para realizar essa purificação. Sem dúvida, Gregório tinha esse modelo bíblico na sua mente, como fica claro pelos termos que ele usa para descrever a obra de destruição. Ao mesmo tempo, nem Gregório nem Bento poderiam ter esquecido a linha de ação semelhante tomada por São Martinho contra os santuários pagãos da Gália".
O relato do Papa Gregório I sobre Bento de Núrsia em Monte Cassino é visto por estudiosos como o cenário final para uma epopeia iniciada em Subíaco. No cenário anterior, Bento de Núrsia "havia mostrado duas vezes total domínio sobre a sua agressividade, Bento agora pode usá-lo sem restrições no serviço de Deus". Os estudiosos observam que esse contraste impressionante não é enfatizado por Gregório, mas ambos os cenários são retratados como parte de um único relato de batalha contra o mesmo inimigo demoníaco. Onde Satanás se escondeu atrás de subalternos em Subíaco, no Monte Cassino ele larga as máscaras para entrar numa tentativa desesperada de impedir que uma abadia seja construída, e "que a única causa dessa erupção de ação satânica é a supressão do culto pagão nos lugares altos".

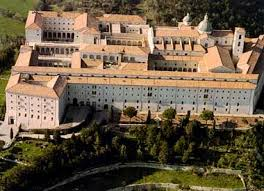

Embora os estudiosos vejam algumas semelhanças entre a história do encontro de Bento com fenómenos demoníacos e aparições diabólicas em Monte Cassino com a história da tentação de Santo Antônio, o Grande, no deserto, a influência da história de São Martinho é dominante – com a resistência de Satanás substituindo a população pagã indignada de Martin. Ao contrário das histórias que podem ter influenciado a estrutura da biografia do Papa Gregório, as vitórias de Bento de Núrsia são práticas, impedindo Satanás de parar o trabalho na abadia de Monte Cassino. As orações de Bento de Núrsia são retratadas como a força motriz por trás da construção da abadia e dos triunfos sobre Satanás, através da oração: "Bento, o monge, arranca do diabo uma base bem determinada da qual ele nunca deixa". Após a conclusão da abadia, as aparições de Satanás na história diminuem de volta ao mesmo nível de Subíaco, "Somente após a morte do santo e com a permissão de Deus é que outros inimigos, os lombardos, conseguiriam saqueá-lo". Uma vez estabelecido no Monte Cassino, Bento nunca mais saiu. Ele escreveu a Regra Beneditina que se tornou o princípio fundador do monaquismo ocidental, recebeu a visita de Totila, rei dos ostrogodos (talvez em 543, a única data histórica remotamente segura para Bento), e morreu lá. Segundo relatos, "Bento morreu no oratório de São Martinho, e foi sepultado no oratório de São João".
A Regra de São Bento impunha as obrigações morais de cuidar dos enfermos. Assim, em Monte Cassino, São Bento fundou um hospital que hoje é considerado o primeiro na Europa da nova era. Monges beneditinos cuidavam dos doentes e feridos de acordo com a Regra de Bento. A rotina monástica exigia muito trabalho. O cuidado dos doentes era um dever tão importante que aqueles que cuidavam deles eram obrigados a agir como se servissem diretamente a Cristo. Bento de Núrsia fundou doze comunidades para monges nas proximidades de Subíaco (cerca de 64 km a leste de Roma), onde hospitais foram instalados, também, como adjuntos dos mosteiros para fornecer caridade. Logo muitos mosteiros foram fundados em toda a Europa, e em todos os lugares havia hospitais como os do Monte Cassino.
O relato do Papa Gregório I sobre a construção de Bento de Núrsia foi confirmado por descobertas arqueológicas feitas após a destruição de 1944. Adalberto de Vogüé conta que "foram encontrados vestígios dos oratórios de São Martinho e de São João Batista, com acréscimos dos séculos VIII e XI, juntamente com suas adegas pré-cristãs. A primeira que Bento construiu no próprio templo tinha apenas doze metros de comprimento e oito de largura. A partir disso, podemos inferir uma comunidade bastante pequena. O segundo oratório, no topo da montanha, onde o altar pagão havia ficado ao ar livre, tinha a mesma largura, mas um pouco mais longo (15,25 metros)".

### 580–884

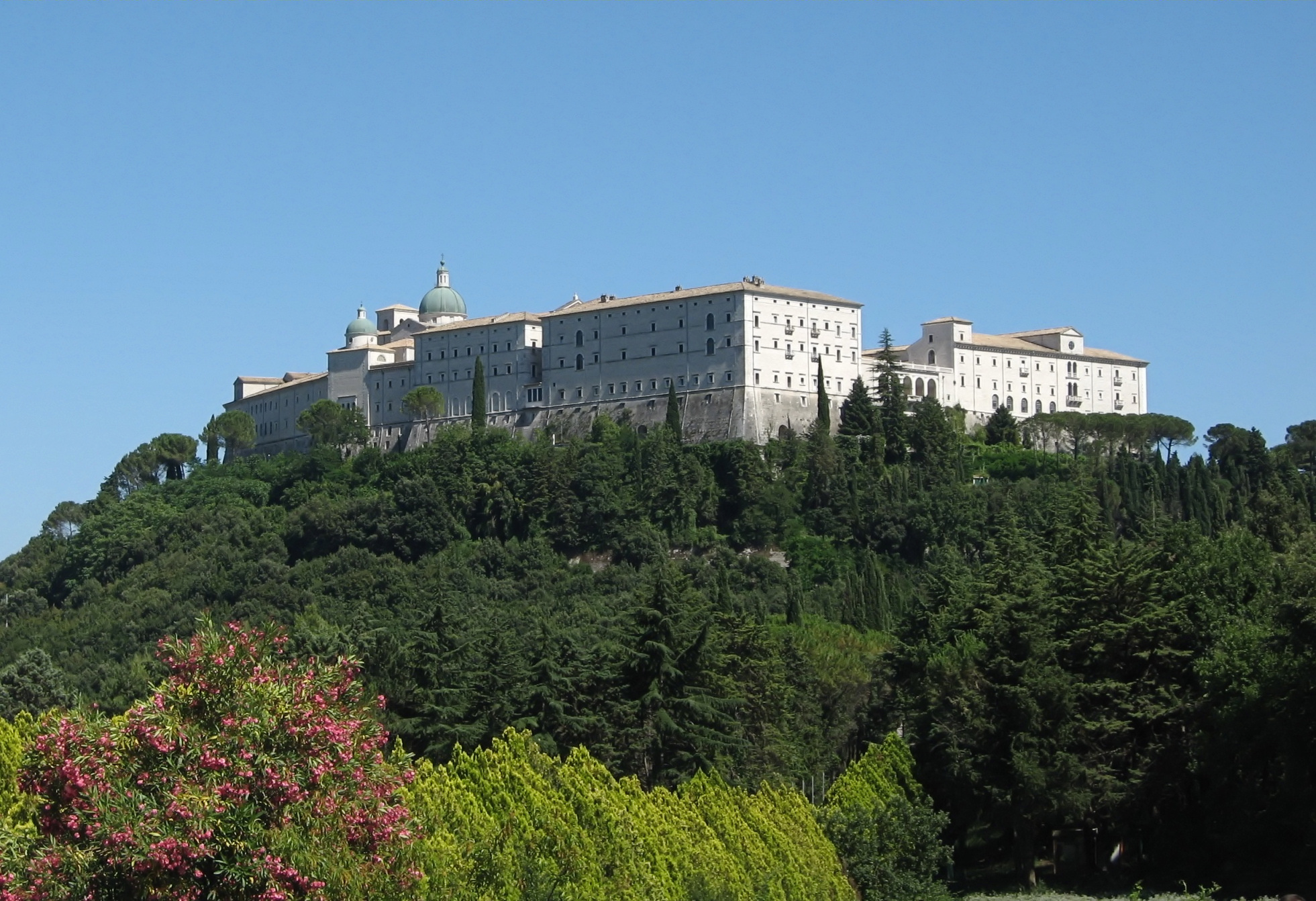
Promontório e abadia reconstruída pós-Segunda Guerra Mundial

O Monte Cassino tornou-se um modelo para desenvolvimentos futuros. O seu local de destaque sempre o tornou um objeto de importância estratégica. Foi saqueado ou destruído várias vezes. "Os primeiros a demoli-la foram os lombardos, a pé, em 580; os últimos foram bombardeiros aliados, em 1944". Em 581, durante a abadia de Bonito, os lombardos saquearam a abadia, e os monges sobreviventes fugiram para Roma, onde permaneceram durante mais de um século. Durante este tempo, o corpo de São Bento foi transferido para Fleury, a moderna Saint-Benoît-sur-Loire, perto de Orleans, França.
Um período florescente do Monte Cassino seguiu-se ao seu restabelecimento em 718, pelo abade Petronax, quando entre os monges estavam Carlomano filho de Carlos Martel; Ratchis, antecessor do rei lombardo Aistulf; e Paulo, o Diácono, historiador dos lombardos.
Em 744, uma doação de Gisulfo II de Benevento criou a Terra Sancti Benedicti, as terras seculares do abade, que estavam sujeitas ao abade e a ninguém mais além do papa. Assim, o mosteiro tornou-se a capital de um estado que compreende uma região compacta e estratégica entre o principado lombardo de Benevento e as cidades-estado bizantinas da costa (Nápoles, Gaeta e Amalfi).
Em 884 os sarracenos saquearam e depois queimaram-no, e o abade Bertário foi morto durante o ataque. Entre os grandes historiadores que trabalharam no mosteiro, neste período há Erchempert, cuja Historia Langobardorum Beneventanorum é uma crônica fundamental do século IX Mezzogiorno.

### 1058–1505
O Monte Cassino foi reconstruído e atingiu o auge da sua fama no século XI sob o abade Desidério (abade 1058-1087), que mais tarde se tornou o Papa Vítor III. Os monges que cuidavam dos pacientes do Monte Cassino precisavam constantemente de novos conhecimentos médicos. Assim, começaram a comprar e colecionar livros médicos e outros de autores gregos, romanos, islâmicos, egípcios, europeus, judeus e orientais. Como Nápoles está situada na encruzilhada de muitas vias marítimas da Europa, Oriente Médio e Ásia, logo a biblioteca do mosteiro foi uma das mais ricas da Europa. Todo o conhecimento das civilizações de todos os tempos e nações foi acumulado na Abadia da época. Os beneditinos traduziram para o latim e transcreviam manuscritos preciosos. O número de monges aumentou para mais de duzentos, e a biblioteca, os manuscritos produzidos no scriptorium e a escola de iluminadores manuscritos tornaram-se famosos em todo o Ocidente. A escrita beneventana única floresceu ali durante a abadia de Desidério. Os monges que liam e copiavam os textos médicos aprenderam muito sobre anatomia humana e métodos de tratamento, e depois colocaram as suas habilidades teóricas em prática no hospital do mosteiro. Nos séculos X e XI, o Monte Cassino tornou-se o mais famoso centro cultural, educacional e médico da Europa, com uma grande biblioteca de Medicina e outras ciências. Muitos médicos foram para lá por conhecimento médico e outros. É por isso que a primeira Escola Médica do mundo foi logo aberta na vizinha Salerno, que é considerada hoje a primeira Instituição de Ensino Superior da Europa Ocidental. Esta escola encontrou a sua base original na abadia beneditina de Monte Cassino ainda no século IX e mais tarde estabeleceu-se em Salerno. Assim, o Monte Cassino e Beneditinos desempenharam um grande papel no progresso da medicina e da ciência na Idade Média, e com sua vida e obra o próprio São Bento exerceu uma influência fundamental no desenvolvimento da civilização e da cultura europeias e ajudou a Europa a emergir da "noite escura da história" que se seguiu à queda do império romano.
Os edifícios do mosteiro foram reconstruídos no século XI numa escala de grande magnificência, artistas sendo trazidos de Amalfi, Lombardia e até Constantinopla para supervisionar as várias obras. A igreja da abadia, reconstruída e decorada com o maior esplendor, foi consagrada em 1071 pelo Papa Alexandre II. Um relato detalhado da abadia nesta data existe na Chronica monasterii Cassinensis por Leão de Óstia e Amato de Monte Cassino dá-nos a nossa melhor fonte sobre os primeiros normandos no sul.
O abade Desidério enviou enviados a Constantinopla algum tempo depois de 1066 para contratar mosaicistas bizantinos especializados para a decoração da igreja da abadia reconstruída. Segundo o cronista Leão de Óstia, os artistas gregos decoraram a abside, o arco e o vestíbulo da basílica. O seu trabalho foi admirado pelos contemporâneos, mas foi totalmente destruído nos séculos posteriores, exceto dois fragmentos representando galgos (agora no Museu Monte Cassino). "O abade, na sua sabedoria, decidiu que um grande número de jovens monges do mosteiro deveriam ser completamente iniciado nessas artes" – diz o cronista sobre o papel dos gregos no renascimento da arte mosaica na Itália medieval.
O historiador de arquitetura Kenneth John Conant acreditava que a reconstrução de Desidério incluía arcos pontiagudos, servindo como uma grande influência no desenvolvimento nascente da arquitetura gótica. O abade Hugo de Cluny visitou o Monte Cassino em 1083, e cinco anos depois começou a construir a terceira igreja na Abadia de Cluny, que então incluiu arcos pontiagudos, tornando-se num grande ponto de viragem da arquitetura medieval.
Um terramoto danificou a abadia em 1349 e, embora o local tenha sido reconstruído, marcou o início de um longo período de declínio. Em 1321, o Papa João XXII fez da igreja de Monte Cassino uma catedral, e a independência cuidadosamente preservada do mosteiro da interferência episcopal estava no fim. Essa situação foi revertida pelo papa Urbano V, beneditino, em 1367. Em 1505, o mosteiro foi unido ao de Santa Justina de Pádua.

### Desde oséculo XIX
A abadia foi saqueada pelo Exército Revolucionário Francês em 1799. A partir da dissolução dos mosteiros italianos em 1866, o Monte Cassino tornou-se um monumento nacional. Durante a Batalha de Monte Cassino na Campanha Italiana da Segunda Guerra Mundial (janeiro-maio de 1944), a abadia foi fortemente danificada. As forças militares alemãs haviam estabelecido a Linha Gustav de 161 quilómetros (100 milhas), a fim de impedir que as tropas aliadas avançassem para o norte. A abadia em si, no entanto, não foi inicialmente utilizada pelas tropas alemãs como parte de suas fortificações, devido à consideração do general Kesselring pelo monumento histórico. A Linha Gustav se estendia do Tirreno até a costa do Adriático no leste, com o próprio Monte Cassino com vista para a Rodovia 6 e bloqueando o caminho para Roma.
Em 15 de fevereiro de 1944, a abadia foi quase destruída em uma série de pesados ataques aéreos liderados pelos Estados Unidos. O general Sir Harold Alexander, com o apoio de numerosos comandantes aliados, ordenou o bombardeamento, que foi realizado devido a vários relatos de oficiais do exército indiano britânico sugerindo que as forças alemãs estavam a ocupar o mosteiro; A abadia era considerada um posto de observação chave por todos aqueles que lutavam no campo. No entanto, durante o bombardeio, nenhumas tropas alemãs estavam presentes na abadia. Investigações posteriores descobriram que as únicas pessoas mortas no mosteiro pelo bombardeamento eram 230 civis italianos que lá estavam refugiados. Após o bombardeamento, as ruínas do mosteiro foram ocupadas por paraquedistas alemães Fallschirmjäger da 1ª Divisão de Paraquedistas, devido às ruínas fornecerem uma excelente cobertura defensiva.
A abadia foi reconstruída após a guerra. No início da década de 1950, o presidente da República Italiana, Luigi Einaudi, deu um apoio considerável à reconstrução. O Papa Paulo VI consagrou a Basílica reconstruída em 24 de outubro de 1964. Durante a reconstrução, a biblioteca da abadia foi instalada na Abadia Pontifícia de São Jerónimo, na cidade. Até à sua renúncia ser aceite pelo Papa Francisco, em 12 de junho de 2013, o Abade Territorial de Monte Cassino era Pietro Vittorelli. O boletim diário do Vaticano, de 23 de outubro de 2014, anunciou que, com a nomeação do seu sucessor, Donato Ogliari, o território da abadia fora dos terrenos imediatos do mosteiro tinha sido transferido para a Diocese de Sora-Aquino-Pontecorvo, agora renomeada Diocese de Sora-Cassino-Aquino-Pontecorvo.

## Tesouros
Em dezembro de 1943, cerca de 1 400 códices manuscritos insubstituíveis, principalmente patrísticos e históricos, além de um vasto número de documentos relacionados à história da abadia e às coleções da Casa Memorial Keats-Shelley, em Roma, foram enviados aos arquivos da abadia para guarda. Os oficiais alemães tenente-coronel Julius Schlegel (católico romano) e capitão Maximilian Becker (protestante), ambos da Divisão Panzer Hermann Göring, transferiram-nos para o Vaticano no início da batalha.
Outro relato, no entanto, do autor revisionista Franz Kurowski The History of the Fallschirmpanzerkorps Hermann Göring: Soldiers of the Reichsmarschall, observa que 120 camiões estavam carregados com bens monásticos e arte que tinham sido armazenados lá para serem guardados. Robert Edsel (2006), por outro lado, especula que pode ter sido saque. Os camiões foram carregados e deixados em outubro de 1943, e apenas protestos "extenuantes" resultaram na sua entrega ao Vaticano, menos os 15 casos que continham a propriedade do Museu Capodimonte, em Nápoles. Edsel continua a observar que esses casos tinham sido entregues a Göring em dezembro de 1943, para "seu aniversário". Isso, no entanto, não está comprovado.